# Maison du 6 route de Trun à Falaise
La maison du 6 route de Trun est un édifice situé à Falaise, dans le département français du Calvados, en France.

## Localisation
Le bâtiment est situé 6 route de Trun, à 150 m à l'est de l'église Notre-Dame de Guibray.

## Historique
La maison est datée des XVIe siècle et  XVIIIe siècle.
L'édifice est inscrit au titre des Monuments historiques depuis le 19 août 1975.